# Адрастея (супутник)
Адрастея (лат. Adrastea) — другий за віддаленістю від планети супутник Юпітера, (після Метиди); орбіта Адрастеї майже збігається з орбітою Метиди.

## Відкриття
Адрастея була відкрита 8 липня 1979 року американськими астрономами Девід Джуїттом та Едвардом Даніельсоном на знімках отриманих з космічного зонду «Вояджер-2».
У грецькій міфології Адрастея — богиня фригійського походження, яка ототожнювалася спочатку з Великою матір'ю богів, яка виховала Зевса (Кібелою, Реєю тощо), а пізніше — з Немесідою, богинею помсти.

## Орбіта
Зоряна величина супутника в середню опозицію рівна 18,7m. Середня відстань від Юпітера 1,8065 екваторіальних радіуса планети (128 980 кілометрів). Сидеричний період обертання 0,2983 земних діб. Адрастея рухається по майже круговій орбіті у площині екватора планети. Адрастея також лежить в межах Роша для рідких супутників, але не для твердих.

## Фізичні характеристики
Супутник неправильну форму. Розміри осей 24×16 км. Маса Адрастеї становить порядка 3×10−11 маси Юпітера.